# Freirachdorf
Freirachdorf – miejscowość i gmina w Niemczech, w kraju związkowym Nadrenia-Palatynat, w powiecie Westerwald, wchodzi w skład gminy związkowej Selters (Westerwald).
Pierwsza wzmianka o Freirachdorf pochodzi z 1190. Wówczas osada nazywała się Freigrafen. W 1972 w toku reformy samorządowej została włączona do gminy związkowej Selters (Westerwald). Większość mieszkańców jest wyznania ewangelickiego.